# Campeonato Mundial de Atletismo de 2022 - 10000 m feminino

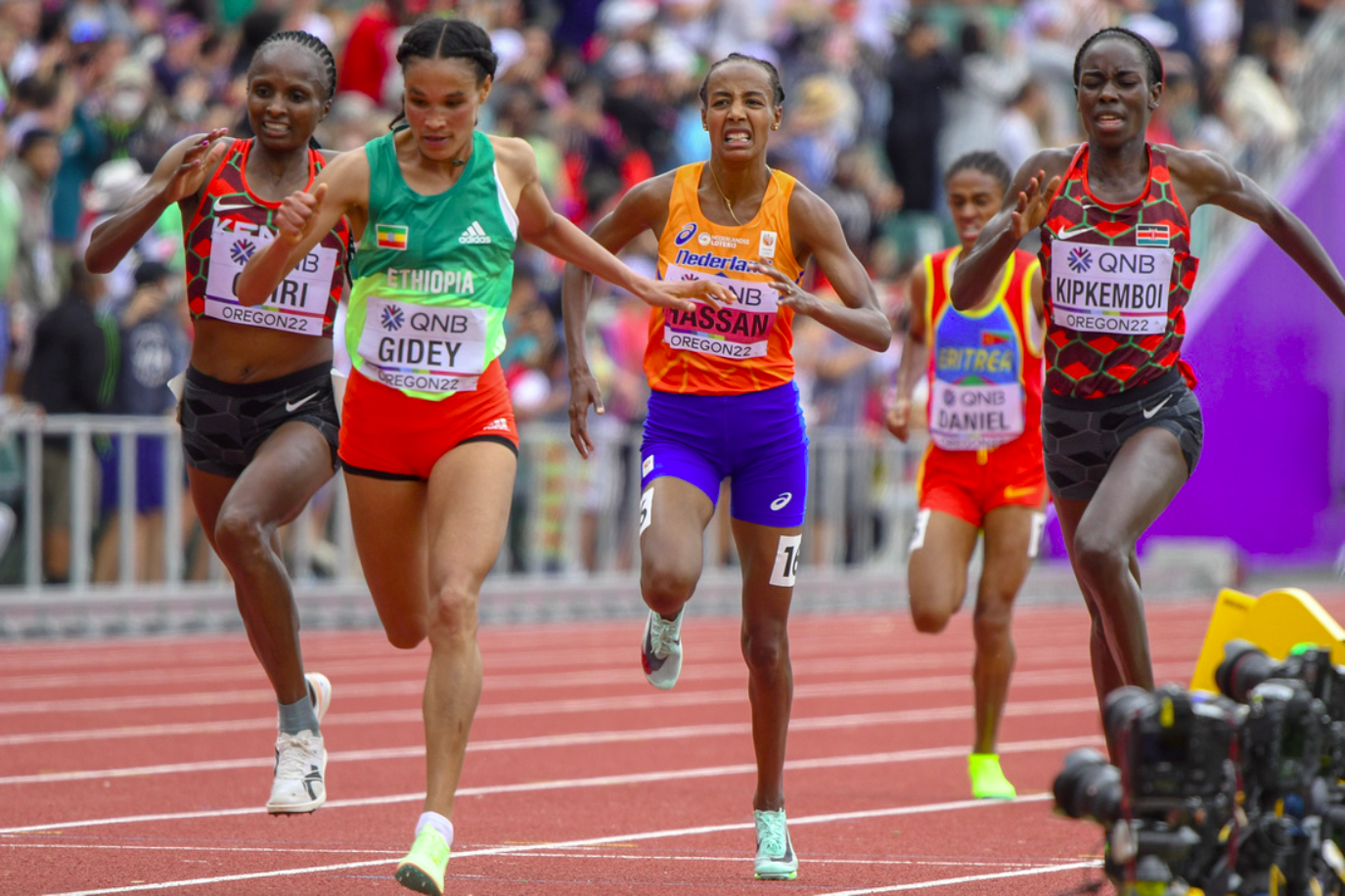
Letesenbet Gidey vence os 10.000m no Campeonato Mundial de Atletismo de 2022, em Eugene, EUA

A competição dos 10000 metros feminino no Campeonato Mundial de Atletismo de 2022 foi realizada no estádio Hayward Field, em Eugene, nos Estados Unidos, no dia 16 de julho de 2022.

## Recordes
Antes da competição, os recordes eram os seguintes:
| Recorde mundial                               | Letesenbet Gidey (ETH)        | 29:01.03 | Hengelo, Países Baixos              | 8 de junho de 2021    |
| Recorde do campeonato                         | Berhane Adere (ETH)           | 30:04.18 | Saint-Denis, França                 | 23 de agosto de 2003  |
| Melhor marca do ano                           | Predefinição:Country data usa | 30:14.66 | San Juan Capistrano, Estados Unidos | 6 de março de 2022    |
| Recorde da África                             | Letesenbet Gidey (ETH)        | 29:01.03 | Hengelo, Países Baixos              | 8 de junho de 2021    |
| Recorde da Ásia                               | Junxia Wang (CHN)             | 29:31.78 | Pequim, China                       | 8 de setembro de 1993 |
| Recorde da América do Norte, Central e Caribe | Molly Huddle (USA)            | 30:13.17 | Rio de Janeiro, Brasil              | 12 de agosto de 2016  |
| Recorde da América doSul                      | Carmem de Oliveira (BRA)      | 31:47.76 | Estugarda, Alemanha                 | 21 de agosto de 1993  |
| Recorde da Europa                             | Sifan Hassan (NED)            | 29:06.82 | Hengelo, Países Baixos              | 6 de junho de 2021    |
| Recorde da Oceania                            | Kim Smith (NZL)               | 30:35.54 | Palo Alto, Estados Unidos           | 4 de maio de 2008     |

Os seguintes recordes mundiais ou olímpicos foram estabelecidos durante esta competição:
| Data        | Evento | Atleta                 | Tempo    | Notas               |
| ----------- | ------ | ---------------------- | -------- | ------------------- |
| 16 de julho | Final  | Letesenbet Gidey (ETH) | 30:09:04 | Melhor marca do ano |

## Medalhistas
| Ouro                   | Prata              | Bronze                   |
| Letesenbet Gidey (ETH) | Hellen Obiri (KEN) | Margaret Kipkemboi (KEN) |

## Tempo de qualificação
| Tempo de qualificação. |
| ---------------------- |
| 31:25.00               |

## Calendário
| Data        | Horário | Fase  |
| ----------- | ------- | ----- |
| 16 de julho | 12:20   | Final |

Todos os horários estão no horário local (UTC-7)

## Resultado final
A prova ocorreu dia 16 de julho às 12:20.
| Pos.              | Atleta                      | Nacionalidade  | Tempo    | Notas                |
| ----------------- | --------------------------- | -------------- | -------- | -------------------- |
| Medalha de ouro   | Letesenbet Gidey            | Etiópia        | 30:09.94 | Melhor marca do ano  |
| Medalha de prata  | Hellen Obiri                | Quênia         | 30:10.02 | Recorde pessoal      |
| Medalha de bronze | Margaret Kipkemboi          | Quênia         | 30:10.07 | Recorde pessoal      |
| 4                 | Sifan Hassan                | Países Baixos  | 30:10.56 | Recorde da temporada |
| 5                 | Rahel Daniel                | Eritreia       | 30:12.15 | Recorde nacional     |
| 6                 | Ejgayehu Taye               | Etiópia        | 30:12.45 | Recorde pessoal      |
| 7                 | Caroline Chepkoech Kipkirui | Cazaquistão    | 30:17.64 | Recorde nacional     |
| 8                 | Bosena Mulatie              | Etiópia        | 30:17.77 | Recorde pessoal      |
| 9                 | Karissa Schweizer           | Estados Unidos | 30:18.05 | Recorde pessoal      |
| 10                | Eilish McColgan             | Grã-Bretanha   | 30:34.60 |                      |
| 11                | Jessica Judd                | Grã-Bretanha   | 30:35.93 | Recorde pessoal      |
| 12                | Ririka Hironaka             | Japão          | 30:39.71 | Recorde pessoal      |
| 13                | Alicia Monson               | Estados Unidos | 30:59.85 |                      |
| 14                | Stella Chesang              | Uganda         | 31:01.04 | Recorde nacional     |
| 15                | Natosha Rogers              | Estados Unidos | 31:10.57 | Recorde pessoal      |
| 16                | Mercyline Chelangat         | Uganda         | 31:28.26 | Recorde da temporada |
| 17                | Dominique Scott             | África do Sul  | 31:40.73 |                      |
| 18                | Dolshi Tesfu                | Eritreia       | 31:49.29 | Recorde da temporada |
| 19                | Rino Goshima                | Japão          | 32:08.68 |                      |
| -                 | Sheila Chepkirui Kiprotich  | Quênia         | DNS      |                      |

Legenda
| Recorde mundial       | Recorde mundial (World record)               |                       | Recorde africano                      | Recorde africano (African) |                                           | Q | Classificado por posição (Qualified) |
| Recorde do campeonato | Recorde do campeonato (Championship record)  | Recorde da América    | Recorde da América (Americas)         | q                          | Classificado por melhor tempo (Qualified) |   |                                      |
| Melhor marca do ano   | Melhor marca do ano (World leading)          | Recorde asiático      | Recorde asiático (Asian)              | DNS                        | Não largou (Did not start)                |   |                                      |
| Recorde nacional      | Recorde nacional (National record)           | Recorde europeu       | Recorde europeu (European)            | DNF                        | Não terminou (Did not finish)             |   |                                      |
| Recorde pessoal       | Recorde pessoal do atleta (Personal best)    | Recorde da Oceania    | Recorde da Oceania (Oceania)          | DSQ / DQ                   | Desclassificado (Disqualified)            |   |                                      |
| Recorde da temporada  | Recorde da temporada do atleta (Season best) | Recorde sul-americano | Recorde sul-americano (South America) | NM                         | Sem marca (No mark)                       |   |                                      |